# Antonín Vitvar
Antonín Vitvar (27. října 1904, Vrchovina – 18. březen 1978, Nová Paka) byl český motocyklový a automobilový závodník.

## Život
Původně provozoval ve Staré Pace vlastní mlýn. Bylo o něm méně známo, že hodně muzicíroval a ovládal několik hudebních nástrojů. V dospívání mu učarovala první nedokonalá motorová kola a motocykly, a to ho již neopustilo. Když začal závodit, říkalo se něm, že je to nejrychlejší mlynář v republice. Byl také obdařen přezdívkou „profesor“ pro svůj jezdecký styl, vyznačující se naprostou přesností průjezdů zatáček, ale i přípravou na každý závod.
Působil aktivně jako funkcionář Východočeského autoklubu, byl jedním z hlavních organizátorů Zlaté přílby a závodů ve Staré Pace (Krakonošův okruh). Ve druhé polovině třicátých let postupně přestěhoval svůj rozvíjející se podnik ze Staré do Nové Paky, kde zařídil prodejnu a vybudoval servisní a opravárenskou dílnu a benzínovou pumpu. Byl obchodním zástupcem Jawy v Podkrkonoší, ačkoliv prodeje motocyklů a automobilů v této oblasti zdaleka nedosahovaly úrovně např. v Praze (Kaiser a Kronberger).
Koncem války, v době německé okupace tajně pracoval na vývoji nového motocyklu Jawa 250 Pérák, jehož prototyp měl ukryt ve své dílně. Těsně po osvobození se podařilo Vitvarovi zajistit v tehdejší německé opravně vojenských automobilů ve staropacké továrně dva zde ukryté předválečné závodní speciály Mercedes-Benz W 154, dovezené sem ze Stuttgartu před postupující americkou armádou. Vozy byly převezeny do Vitvarových dílenských garáží. Jeden z nich byl později prodán do zámoří a druhý je velmi ceněným exponátem v Národním technickém muzeu v Praze. V roce 1948 mu byla znárodněna prodejna v Nové Pace a skončil jako tovární jezdec Jawy. Po ukončení závodní činnosti v roce 1955 se věnoval trenérské činnosti a byl u zrodu Autoklubu v Nové Pace.
Od ÚV ČSTV byl jmenován Zasloužilým mistrem sportu. Za jeho zásluhy byla jedna ulice Nové Paky pojmenována jeho jménem a v roce 1998 byl zastupitelstvem města jmenován čestným občanem města Nové Paky In memoriam. Novopacké Auto-Moto Museum nese název na jeho počest Autogalerie V.I.T.V.A.R.

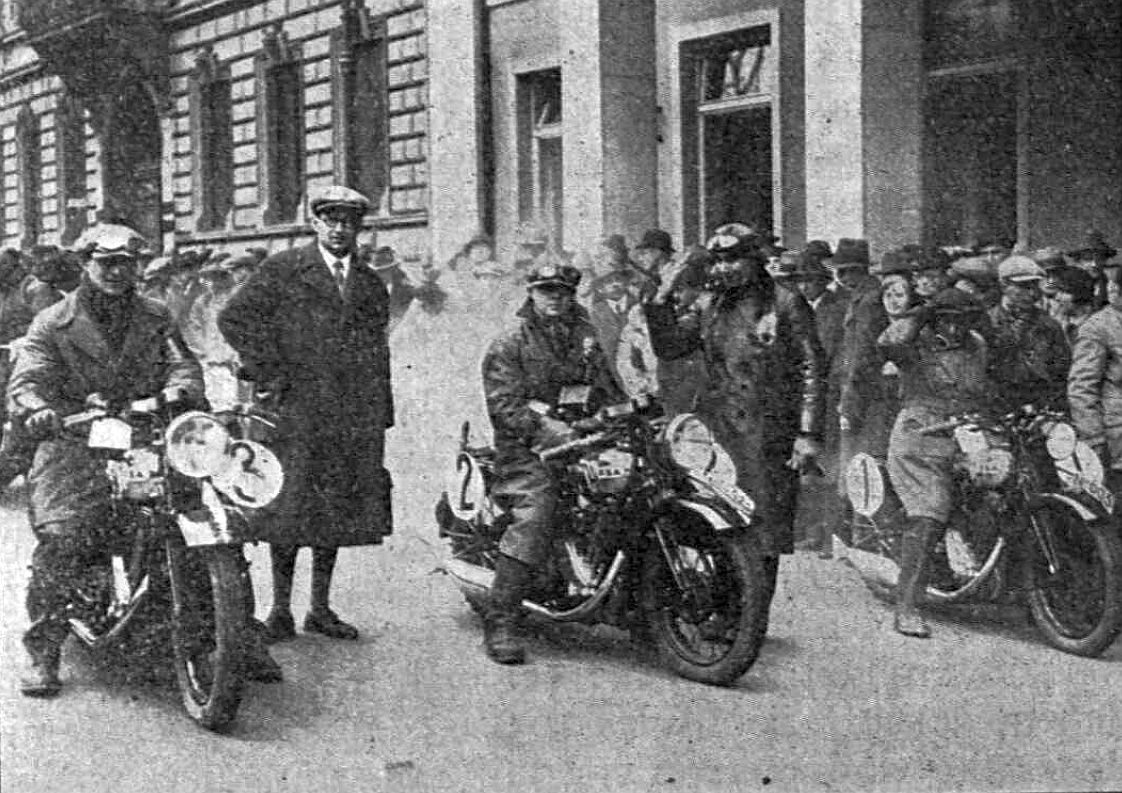
Tým B.S.A. na Velké motocyklové soutěži 1931 - Vitvar, Melzer a Paštika (zleva). Mezi nimi stojí Augustin Šulc.

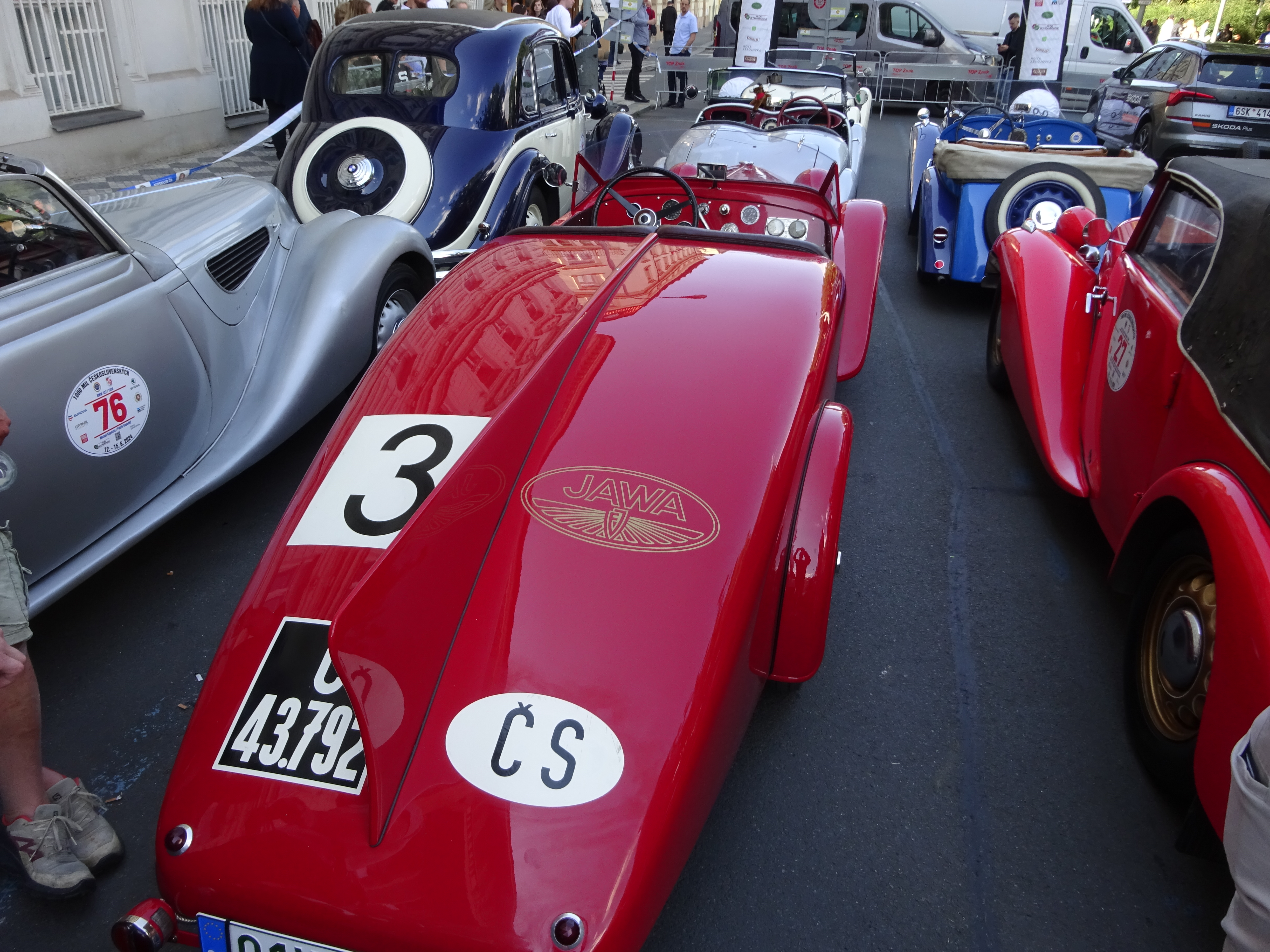
A. Vitvar pro 1000 mil 1934 konstrukčně upravil záď vozu Jawa 700 se svislou stabilizační plochou (1000 mil čs. 2024)

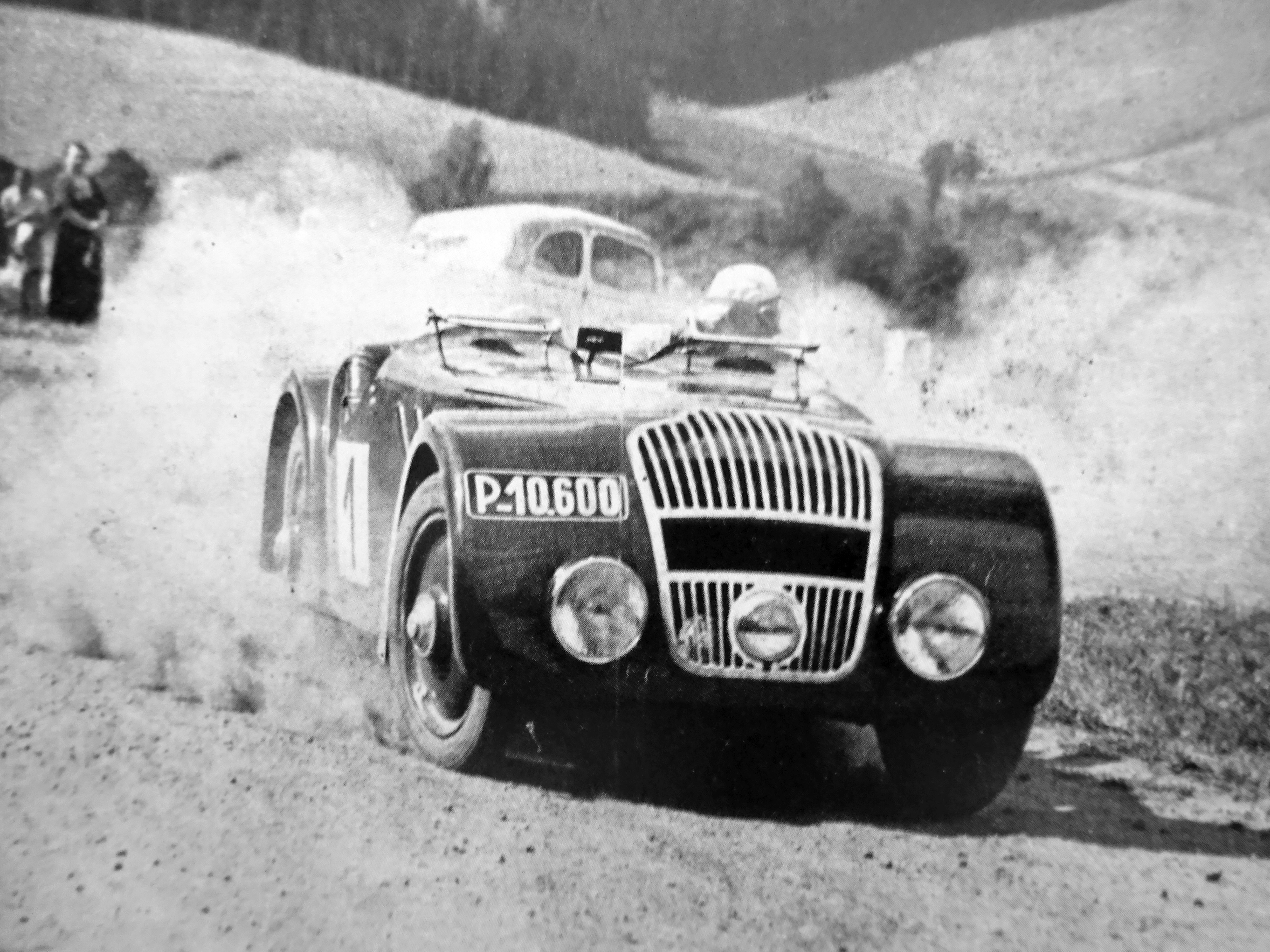
A. Vitnar na Jawa 750, absolutní vítěz III. Krakonošova okruhu (1935)

## Závodní kariéra
Začal závodit na motocyklech Itar z firmy Holubovský a spol. z pražských Radlic v roce 1929. Prvním jeho startem byl úspěšná účast v II. ročníku zimní motocyklové soutěže pořádané 10. února 1929 Autoklubem RČs. Dojel na stroji o objemu válců do 350 cm³ bezvadně, tzn. vyhověl všem ustanovením propozic, zejména absolvoval celou traf alespoň celkovou střední průměrnou rychlostí, však nepřekročil průměrnou rychlost 45 km/hod. V roce 1931 zaznamenal vítězný start na motocyklu B.S.A. při Velké motocyklové soutěži (17.-19. dubna). Tým za firmu Bratři Šulcové byl tříčlenný, Vitvar, Melzer a Paštika. Paštika svým odpadnutím v 2. dni strhl s sebou ovšem i vítězství týmu, jinak zajištěné, neboť oba jeho kolegové Melzer a Vitvar dojeli bezvadně až do Prahy. V motocyklech přes 500 ccm zvítězil Antonín Vitvar před architektem Jaroslavem Melzerem.
Ve třicátých letech se stal továrním jezdcem Jawy v motocyklových i automobilových soutěžích. Startoval dále Heinzově motocyklové soutěži, 1000 mil československých, Rallye Monte Carlo atd. Prvním vítězným startem s Jawou 500 OHV byla účast na Zimní soutěži motocyklů v lednu 1932.  Za "bezvadnou" jízdu obdržel zlacenou plaketu motosekce AKRČs. Už v roce 1932 byl sportovní komisí AKRČs. zařazen mezi nejúspěšnější československé jezdce ziskem stříbrné medaile, když v tomto roce získal zlatou medaili Velké motocyklové soutěže Autoklubu RČs. a zlatou medaili Mezinárodní šestidenní soutěže FICM, jichž se zúčastnil vždy v teamu Jawa. Ve druhém případě šlo o čsl. národní team konkurující o „International Trophy". V roce 1934 se zúčastnil závodu 1000 mil československých, když startoval na voze Jawa 700 Sport s upraveným motorem na zdvihový objem 750 cm³, kterému konstrukčně upravil kompletně záď vozu. Byla výrazně prodloužena za zadní nápravu a měla výraznou, svislou stabilizační plochu. Pokryta byla plátnem, překytována a nalakována. Vitvar dorazil na obrátku do Bratislavy v průměrné rychlosti 84 km/h (!) ve stejném čase jako vítěz z roku 1933 ing. Petr Mucha se šestiválcem Praga (1800 cm³) a nebýt zadření motoru, mohla s ním posádka Antonín Vitvar – Pánek zvítězit nejen ve své kategorii. V roce 2024 se restaurovaný vůz zúčastnil veteránského závodu 1000 mil československých. Místo plátna byl při obnově vozu použit místo plátna hliníkový plech. O rok později s Jawou 750 obsadil v 1000 mílích 2. místo v třídě do 750 cm³. Od roku 1932 každoročně získával stříbrný nebo zlatý odznak sportovní komise AKRČs. za zisk několika zlatých medailí v Mezinárodní motocyklové šestidenní soutěži a za účast v několika dalších velkých závodech a soutěžích motocyklů i automobilů. Jen na Šestidenní dojel čtyřikrát na zlatou medaili. V roce 1939 na 18. ročníku Rallye Monte Carlo s vozem Jawa Minor dojel (se spolujezdcem Jaroslavem Musilem) ve třídě do 750 ccm na 8. místě a v celkovém pořadí obsadil 84. místo. Navíc s limuzínou Minor získal první cenu v "soutěži pohodlí" (Concours de Confort).

V roce 1947 byl manažerem československého Trophy teamu na Šestidenní ve Zlíně, kde Československo poprvé získalo trofej. Od roku 1949 závodil na soukromém motocyklu Norton. Kolem roku 1950 byl nejlepším československým silničním motocyklovým závodníkem. Oficiálně ukončil závodní kariéru v roce 1952, ale v roce 1955 startoval za silné konkurence na Grand Prix ČR v Brně a skončil třetí.

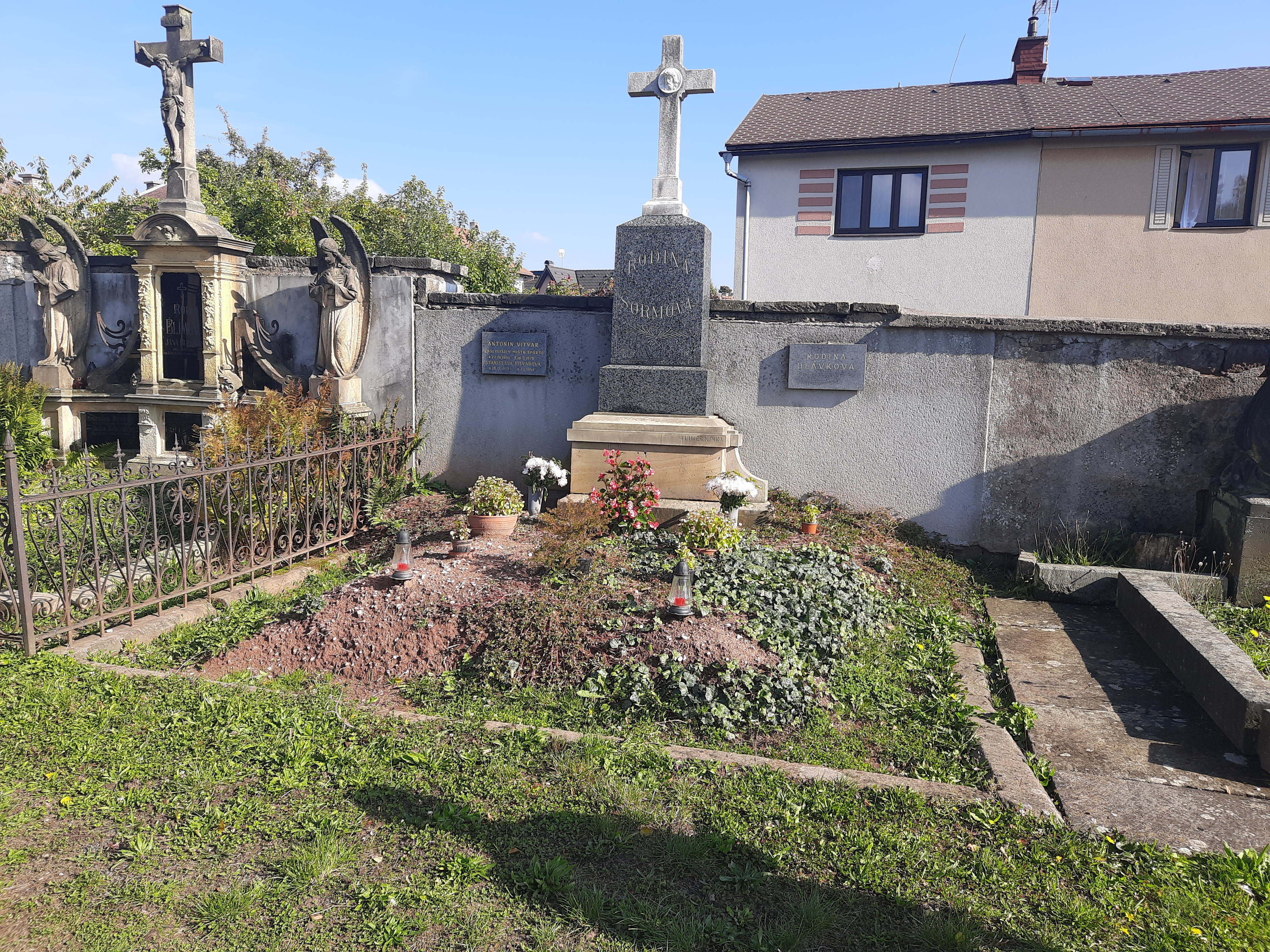
Hrobka rodiny Vitvarovy na hřbitově v Nové Pace

Zemřel roku 1978 v Nové Pace a byl zde také pohřben na zdejším městském hřbitově. 

## Úspěchy
- Grand Prix ČR
  - 1950 1. místo do 350 cm³ i do 500 cm³
  - 1951 1. místo do 500 cm³
  - 1952 1. místo do 500 cm³
  - 1955 3. místo do 500 cm³
- 300 ZGH
  - 1936 1. místo do 350 cm³ na motocyklu Jawa
- 1000 mil československých
  - 1935 2. místo ve třídě do 750 ccm na automobilu Jawa 750
- Krakonošův okruh
  - 1935-6 1. místo na automobilu Jawa 750
  - 1937-8 1. místo na motocyklu Jawa
- Rallye Monte Carlo
  - 1939 8. místo automobil Jawa Minor 750 cm³

## Ocenění
- 3x stříbrný odznak Autoklubu republiky Československé v letech 1932-1934
- 4x zlatý odznak Autoklubu republiky Československé za rok 1935-1938[11]
- zasloužilý mistr sportu